# Jintaro Motoyama
Jintaro Motoyama (jap. 基山仁太郎 Motoyama Jintaro; ur. 28 sierpnia 1999) – japoński zapaśnik walczący w stylu wolnym. Zajął 22. miejsce na mistrzostwach świata w 2021. 
Dziewiąty na mistrzostw Azji w 2021. Trzeci na MŚ U-23 w 2018. Drugi na MŚ juniorów w 2019. Drugi na MŚ kadetów w 2015 i trzeci w 2016 roku.